# Josef Imbach
Josef Imbach (Lyss, 15 december 1894 - Genève, 14 september 1964) was een Zwitserse atleet. Hij nam deel aan de Olympische Zomerspelen van 1920 en die van 1924 en was ingeschreven voor de Olympische Zomerspelen van 1928, maar nam aan die laatste editie niet deel.

## Belangrijkste resultaten

### Olympische Zomerspelen
| Jaar | Plaats    | Discipline | Onderdeel             | Resultaten |
| ---- | --------- | ---------- | --------------------- | --- |
| 1920 | Antwerpen | Atletiek   | 100 m (m)             | eerste ronde: 2e (reeks 6) kwartfinale: 3e (reeks 4)                                                               |
| 1920 | Antwerpen | Atletiek   | 200 m (m)             | eerste ronde: 2e (reeks 12) kwartfinales: 2e (reeks 1) halve finale: DNF                                           |
| 1920 | Antwerpen | Atletiek   | 4x100 m estafette (m) | eerste ronde: 4e (reeks 3)samen met: Walter Leibundgut Adolf Rysler August Waibel                                  |
| 1924 | Parijs    | Atletiek   | 400 m (m)             | eerste ronde: 1e (reeks 5) kwartfinales: 1e (reeks 6) OR halve finales: 2e (reeks 2) finale: DNF                   |
| 1924 | Parijs    | Atletiek   | 4x100 m estafette (m) | eerste ronde: 1e (reeks 4) halve finales: 2e (reeks 1) finale: DQsamen met: Karl Borner Heinz Hemmi Victor Moriaud |
| 1924 | Parijs    | Atletiek   | 4x400 m estafette (m) | eerste ronde: DNSsamen met: Paul Martin Willy Schärer Christian Simmen Walter Strebi                               |
| 1928 | Amsterdam | Atletiek   | 4x400 m estafette (m) | eerste ronde: DNS (reeks 3)samen met: Eugène Bec Paul Martin Gottfried Lüscher Adolf Meier                         |

### Persoonlijke records
| Onderdeel | Tijd    | Jaar |
| --------- | ------- | ---- |
| 100 m     | 10,6 s. | 1920 |
| 200 m     | 22,1 s. | 1922 |
| 400 m     | 48,0 s. | 1924 |

- Bibliothèque nationale de France: cb16690980v (data)
- International Standard Name Identifier: 0000 0004 5099 3020
- Virtual International Authority File: 316738037